# Canal latéral à l’Aisne
Der Canal latéral à l’Aisne (deutsch: Aisne-Seitenkanal) ist ein französischer Schifffahrtskanal, der in den Regionen Grand Est und Hauts-de-France verläuft.

## Geographie
Der Kanal ist Teil eines Binnenwasserweges, der Belgien und das Gebiet der Ardennen mit dem Großraum Paris verbindet. Diese Strecke setzt sich aus folgenden Wasserwegen zusammen:
- Meuse (deutsch: Maas) – als kanalisierter Fluss
- Canal de la Meuse
- Canal des Ardennes
- Canal latéral à l’Aisne
- Aisne – als kanalisierter Fluss
- Oise – als kanalisierter Fluss

## Verlauf und technische Infrastruktur
Der Canal latéral à l’Aisne beginnt bei Vieux-lès-Asfeld, wo er seinen Übergang vom Canal des Ardennes (deutsch: Ardennen-Kanal) findet. Er ist ein Kanal vom Typus Seitenkanal und begleitet auf seiner Länge von 53 Kilometern den Fluss Aisne. Er überwindet dabei einen Höhenunterschied von 18 Metern mit Hilfe von 8 Schleusen und mündet beim Ort Condé-sur-Aisne in den Fluss Aisne, der ab dort bis zu seiner Einmündung in die Oise bei Compiègne unmittelbar mit Schiffen befahren werden kann. In Berry-au-Bac trifft er auf den Canal de l’Aisne à la Marne (deutsch: Aisne-Marne-Kanal), der weitere Verbindungen in den Süden Frankreichs eröffnet. Bei Bourg-et-Comin zweigt der Canal de l’Oise à l’Aisne (deutsch: Oise-Aisne-Kanal) ab, der Nordwestfrankreich und das belgische Küstenland erschließt.

### Koordinaten
- Ausgangspunkt des Kanals: 49° 27′ 28″ N, 4° 5′ 53″ OKoordinaten: 49° 27′ 28″ N, 4° 5′ 53″ O
- Endpunkt des Kanals: 49° 24′ 4″ N, 3° 29′ 3″ O

### Durchquerte Départements
- Ardennes
- Aisne

Bei Berry-au-Bac berührt er auf einer Länge von etwa einem Kilometer auch das Département Marne.

### Orte am Kanal
- Vieux-lès-Asfeld
- Neufchâtel-sur-Aisne
- Berry-au-Bac
- Bourg-et-Comin
- Celles-sur-Aisne

## Wirtschaftliche Bedeutung
Die Frachtschifffahrt hat nach und nach ihre Bedeutung verloren. Dennoch wird auch heute noch der Wasserweg häufiger von Frachtschiffen benutzt. Sport- und Hausboote kommen im Vergleich mit anderen Wasserwegen seltener vor.